# Smrtonosna igra (1999.)
Drugi amaterski filmski uradak Bore Lee-ja, trajanja nešto duže od pola sata.

## Radnja filma
Film počinje Borinim povratkom iz inozemstva s povećom svotom novca. Nakon što on i dva prijatelja razdijele taj misteriozni novac (metodom: meni najviše, vama nešto manje), zla banda sazna za ovu transakciju te napadne Borine prijatelje i otme im novac. Naravno, Bore to ne može mirno gledati pa napada bandu te im otima nazad novac. No, shvativši zlu narav novca odlučuje da ga ne vrati prijateljima već ga razbaca po gradskim ulicama na oduševljenje lokalne djece.

## Zanimljivosti
Ovaj film je značajan po činjenici da mu nedostaje nekoliko minuta pri početku pa taj dio radnje izgleda pomalo konfuzno. Naime, snimajući scene svađe i tuče u jednom sinjskom kafiću, kamerman je nehotice snimio neke, inače oženjene, goste u društvu atraktivnih mladih dama, pa u želji da spriječe skandal i javnu bruku, dotični gosti kafića "zamolili" su Boru Lee-ja da izbriše te dijelove filma s video vrpce što je on i napravio. Time je nepovratno okljaštrio dramaturško tkivo filma no istovremeno je vjerojatno i spasio pokoji brak u Sinju.
Film se može vidjeti kao dodatak DVD-u "Bore Lee - U kandžama velegrada" u izdanju Continental Filma.